# Kumimanu
El Kumimanu es una especie extinta de pingüino gigante, que vivió hace entre 60 y 56 millones de años. La especie surgió tras la extinción de los dinosaurios no aviares. Se encontraron fósiles en Nueva Zelanda y el descubrimiento se anunció en diciembre de 2017

## Información general
El orden Sphenisciformes se refiere a todas las especies de pingüinos vivos y extintos. En 2017 se publicó un artículo sobre una de las especies más grandes y antiguas del orden aquí descubierto.
Fue descubierto en Hampden Beach en la Región de Otago de Nueva Zelanda. Este organismo se llama Kumimanu biceae, cuyo nombre del género se traduce del maorí como "pájaro monstruo". 
Mide aproximadamente cinco pies y tres a diez pulgadas (1,60 a 1,77 m) de altura y pesa más de doscientas libras (91 kg), siendo por lo tanto el segundo pingüino más grande conocido hasta ahora.
Este es un descubrimiento particularmente significativo porque el fósil tiene cincuenta y cinco millones de años, lo que significa que vivió en la era del Paleoceno, que es muchos millones de años más antiguo que todos los demás restos de pingüinos encontrados anteriormente que alcanzaron tamaños gigantes y el tercero o el cuarto pingüino más antiguo conocido (pendiente de nuevas publicaciones). Por lo tanto, permite a los científicos comprender mejor la evolución de los pingüinos.

## Descubrimiento y análisis
Los fósiles fueron encontrados por un grupo de investigadores neozelandeses en Otago, en la isla Sur de Nueva Zelanda. Los fósiles son de la formación Paleoceno Waipara Greensand. 
Los fósiles fueron estudiados por un equipo de Nueva Zelanda y Alemania, dirigido por Gerald Mayr del Instituto de Investigación Senckenberg y del Museo de Historia Natural. Fue el autor principal de un artículo sobre el tema publicado en línea en diciembre de 2017

## Ecología y comportamiento
El Kumimanu biceae vivió en Nueva Zelanda, que fue subtropical durante gran parte del Paleoceno.
El K. biceae probablemente era similar a los pingüinos de hoy en día en la forma en que vivían. Sin embargo, estas "Aves Monstruosas" probablemente pudieron consumir presas más grandes debido a su tamaño.